# Войната на зверовете
„Войната на зверовете“ (на английски: Beast Wars: Transformers) е американски-канадски компютърно-анимиран сериал. Продължение е на оригиналния сериал „Трансформърс“ (1984–1987).
През 1997 г. Клайд Клоц, който е дизайнерът на продукцията на „Войната на зверовете“, печели награда Еми в категорията Най-добро индивидуално постижение в анимацията.

## „Войната на зверовете“ в България
В България сериалът е излъчен по Канал 1 през 2000 г., а по-късно е повторен. Ролите се озвучават от Елизабет Радева, Тодор Георгиев, Ирослав Петков, Тодор Николов и Петър Върбанов.
На 17 август 2007 г. започва по Нова телевизия първоначално с разписание от вторник до събота сутринта до 1 септември. На 22 септември са излъчени два епизода, а от 29 септември започва всяка събота и неделя по един епизод от 08:00 до 16 декември. Последните два епизода са излъчени съответно на 2 и 3 февруари 2008 г. Ролите се озвучават от Поликсена Костова, Петър Чернев, Камен Асенов и Тодор Николов.